# Кленгель, Август Александр
Август Александр Кленгель (нем. August Alexander Klengel; 29 июня 1783, Дрезден — 22 ноября 1852, там же) — немецкий пианист и органист. Сын художника Иоганна Христиана Кленгеля.
Учился у Иоганна Петера Мильхмайера, а затем у Муцио Клементи, вместе с которым он приехал в Россию. В 1805—1811 гг. жил и работал в Санкт-Петербурге. Затем отправился в Париж, откуда война 1812 года заставила его уехать в Италию, в 1814—1815 гг. он вновь оказался в Дрездене, после чего провёл год в Лондоне. Наконец в 1816 году Кленгель занял пост придворного органиста в Дрездене и работал в своём родном городе до конца жизни, лишь трижды выехав с гастрольными поездками за его пределы: в Париж в 1828 году и в Брюссель, по приглашению дружившего с ним Франсуа Жозефа Фетиса, в 1851 и 1852 гг.
Автор двух фортепианных концертов, фортепианного квинтета и многих сольных сочинений для фортепиано и органа, из которых наибольшей известностью пользовались «Каноны и фуги» — сборник 48 сочинений во всех тональностях, построенный по образцу «Хорошо темперированного клавира» и опубликованный в 1854 году с предисловием Морица Гауптмана.
Братья Пауль и Юлиус Кленгели состояли с Августом Александром в дальнем родстве: их дед, лейпцигский скрипач Мориц Готхольд Кленгель, приходился ему двоюродным дядей.